# Адвентисты седьмого дня

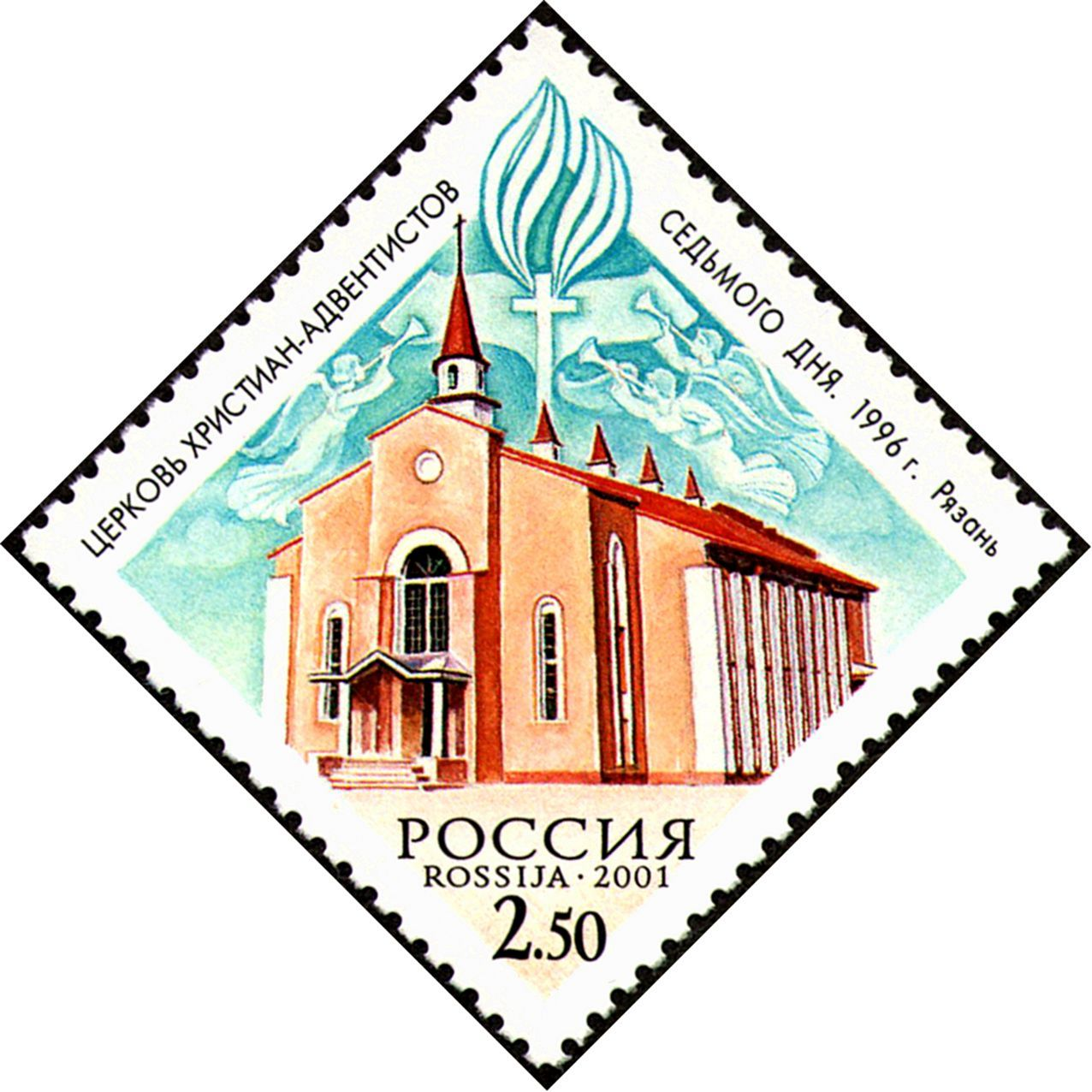
Церковь христиан-адвентистов в Рязани. 1996 г. Почтовая марка России, 2001 г.,

Адвенти́сты седьмого дня (сокр. АСД); англ. Seventh Day Adventists, сокр. SDА) — течение, деноминация в адвентизме, направлении протестантизма, возникшем в XIX веке. Наиболее характерные отличительные черты вероучения — вера в близкое Второе пришествие Иисуса Христа (лат. adventus — «пришествие»), соблюдение Десяти заповедей, в том числе почитание субботы. Среди его основателей была Елена (Эллен) Уайт (урожд. Елена Хармон), труды которой пользуются в церкви значительным авторитетом. Сторонники соблюдения субботы, не признавшие духовный авторитет Эллен Уайт (в России в 1907—1983 гг. её называли Елена Уайт), образовали самостоятельную «Церковь Бога (Седьмого дня)».
Доктринальная позиция современных адвентистов, унаследованная от Реформации, состоит в том, что оправдание человека перед Богом даётся только даром — благодатью, и только по вере в Иисуса Христа (в Его заместительную жертву на Голгофском кресте). Дела в вероучении современных адвентистов рассматриваются как плоды веры. Отличительной особенностью адвентистов седьмого дня среди протестантских деноминаций является доктрина о «трёхангельской вести» и двух фазах служения Иисуса Христа в небесном святилище.
Адвентисты седьмого дня в настоящее время представляют основную Церковь адвентистов седьмого дня (более 20 млн членов церкви), отделившихся от неё «адвентистов-реформистов» (общая численность составляет приблизительно 50 тыс. человек), которые позже образовали две основные организации (Адвентисты седьмого дня реформационного движения и Международное миссионерское общество АСД реформационного движения), а также несколько иных малочисленных организаций и групп (например, «давидяне», Церковь Верных и Свободных Адвентистов Седьмого дня, Свидетели Иисуса Христа, Христианские субботники).

## О названии
Слово «адвентист» (англ. adventist) происходит от лат. adventus («появление», «наступление», лат. ad ventus «у порога», в смысле Пришествия, см. Библию, Книга Откровение, гл. 3, ст. 20), что подразумевает веру в скорое Второе пришествие Иисуса Христа и, по пришествии, воскресение и вознесение праведников на небеса.
Адвентисты настаивают на соблюдении субботы как установленной при сотворении мира задолго до дарования Закона Моисеева (упоминается также и в четвёртой заповеди Десятисловия в Ветхом Завете). По утверждениям адвентистов, суббота является прежде всего «памятником сотворения мира», «печатью авторитета» Небесного, Божьего правления в отличие от воскресенья,
которое трактуется адвентистами как символ католической традиции, свидетельствующий, по их мнению, о незаконном присвоении церковью права изменять праздники своим авторитетом и властью своих постановлений.
Таким образом, название «Адвентисты седьмого дня» отражает две основные доктрины:
1. О явном и видимом Втором пришествии Христа во славе, которое ожидается «вскоре».
2. О святости седьмого дня недели (субботы).

## История

### XIX век: Зарождение адвентистов седьмого дня в США
Адвентистское движение зародилось в начале XIX века среди групп баптистов, методистов и других протестантов.
В 30-х годах XIX века в США баптистский проповедник Уильям Миллер (1782—1849) заявил, что ему удалось, изучая Библию, вычислить дату пришествия Христа, и выпустил книгу «Доказательства Писания и истории о втором пришествии Христа в 1843 году, изложенные в обзоре докладов». Всего Уильям Миллер выдвинул 15 доказательств того, что Христос придёт именно в этот год. Вместе они были собраны в небольшом трактате, выпущенном Миллером в январе 1843 г. в качестве ответа его критикам. Его ученики предлагали несколько раз точную дату — от 21 марта 1843 года до 22 октября 1844 года (по разным календарям и летоисчислениям), однако видимого Второго пришествия Христа так и не произошло. Впоследствии сам Уильям Миллер признал доктринальную ошибку, которая привела его к неверному толкованию Библии.
После «Великого разочарования» (термин самих адвентистов), вызванного тем, что ожидаемое событие не произошло, ученики и последователи Миллера разделились на несколько направлений. Часть адвентистов приняло взгляды Хирама Эдсона на толкование пророчеств об «очищении святилища» в соответствии с которыми в пророчествах Даниила речь шла не о Земле (как понимали адвентисты Миллера, согласно распространённым богословским взглядам), а о небесном святилище (храме Божьем на небе, упоминаемом в книге Откровение). Согласно этим взглядам пророчество Даниила об очищении святилища связывалось с очищением храма первосвященником во время празднования Йом-Киппур.
Дальнейшие попытки реформирования как самого нового религиозного движения, так и его организационных структур последователями Уильяма Миллера положили начало целому ряду расколов.
В 40-х годах XIX века появились первые группы адвентистов, соблюдавших субботу (в основном бывшие баптисты седьмого дня). Начало соблюдения субботы адвентистами связано с тем, что некоторые нью-гэмпширские адвентисты оказались под влиянием Рэйчел Оукс Престон), которая принадлежала к баптистам седьмого дня, и в 1844 году начали поклоняться в субботу. Один из них, Уильям Фарнсворс, однажды во время утреннего воскресного богослужения объявил, что отныне он намерен соблюдать субботу в соответствии с четвёртой заповедью. Его поддержало около 12-ти человек; это и были первые адвентисты седьмого дня.

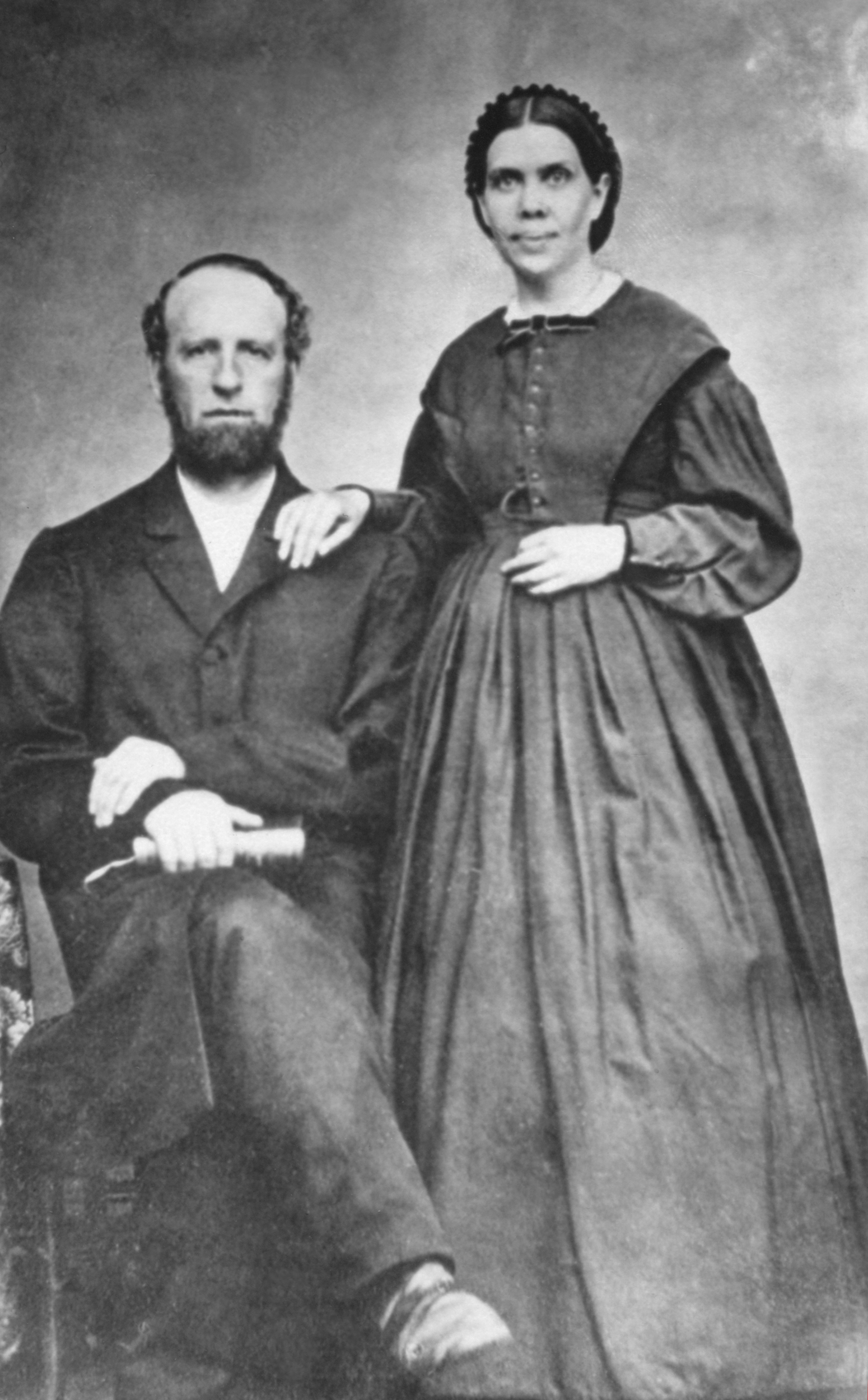
Дж. и Е. Уайт — сооснователи Церкви АСД. Ок. 1868 г.

Елена Хармон (1827—1915), после замужества более известная как Елена Уайт, убедила небольшую группу миллеритов в том, что в 1844 году она получила видение. Событие вошло в историю адвентизма как «первое видение» Это видение Эллен Хармон использовалось в качестве доказательства, что миллериты правильно вычислили время 1844 года.
1 октября 1860 года было выбрано название «Церковь адвентистов седьмого дня». В 1861 году была создана Издательская ассоциация адвентистов седьмого дня в Батл-Крике и Мичиганская конференция церкви адвентистов седьмого дня. Церковная организация под названием Генеральная конференция адвентистов седьмого дня была создана на общем собрании в мае 1863 года в штате Мичиган, когда Мичиганская и шесть других конференций объединились, создав общий орган управления. Принятие доктрин о санитарной реформе, духовных дарах и оправдании верой во многом связано с деятельностью Елены Уайт, её супруга Джеймса Уайта, а также Джозефа Бейтса, Урии Смита (автор комментариев на книгу Даниила и Откровение), Хирама Эдсона и др.
До этих реформ миллериты не имели единой доктрины, поскольку не существовало единой централизованной организации и иерархии, а после возникшего раскола были представлены немногочисленными разрозненными группировками, которые Е. Уайт называла «партиями» (большинство адвентистов того времени так и не приняли соблюдение субботы); к этому периоду относится и исповедание некоторыми из учеников У. Миллера
полуарианских, пантеистических и законнических учений (Церковь Бога (седьмого дня)), попытки предсказания отдельными лидерами новых сроков Второго Пришествия Христа). Реформы Елены Уайт во многом положили конец попыткам назначения новых сроков Пришествия Христа и объединили распадающееся движение в единую организованную структуру с иерархической вертикалью власти.

### XX век: Отделение адвентистов-реформистов
Возникновение адвентистов седьмого дня реформационного движения связано с Первой мировой войной. Давление, которое европейские правительства оказывали на лидеров адвентистов, вынудило их пойти на компромисс и санкционировать работу и «защиту отечества» даже в субботу. Этот компромисс, явившийся прямым отрицанием исторически сложившейся ненасильственной позиции адвентистов и противоположный положениям Генеральной конференции АСД в Америке, вызвал зарождение различных реформистских движений. Меньшинство противодействовало предписаниям и отказалось от воинской повинности, за что они были исключены руководителями материнской церкви. «Реформисты» называли официальную церковь отступницей, и в 1919 году отделившиеся адвентисты зарегистрировались как «Internationalen Missionsgesellschaft der Siebenten-Tags-Adventisten, Reformationsbewegung» (Международное миссионерское общество адвентистов седьмого дня реформационного движения). В 1925 году они созвали свою Генеральную конференцию. Подобные реформационные группы стали образовываться и в других европейских странах. В 1936 году национал-социалистическое руководство Германии запретило церковь ММО с пояснением, что она преследует «цели, которые противоречат мировым взглядам национал-социализма». В 1951 году реформационное движение разделилось на две части, которые с тех пор существуют под названиями «Международное миссионерское общество АСД реформационного движения», «АСД реформационного движения» и «Церковь верных и свободных адвентистов седьмого дня» (ВВЦ ВС АСДРД или «Шелковцы»).

### Другие объединения адвентистов седьмого дня
В 1888 году с 17 октября по 4 ноября в городе Миннеаполис в штате Миннесота в США в доме молитвы Церкви Христиан АСД состоялся 27-й Съезд (Сессия) Генеральной Конференции Церкви Христиан АСД, на котором присутствовал 91 делегат. Съезду предшествовала недельная встреча служителей ЦХАСД, начавшаяся там же 10 октября 1888 г. На встречах в течение недели с 10 октября, и на Съезде с 17 октября выступили с проповедями приглашённые туда Эллет Дж. Ваггонер (Ellet J. Waggoner, 1855 г. — 1916 г.,) и Алонзо Т. Джоунс (Alonzo T. Jones, 1850 г. — 1923 г.), оба являлись редакторами АСД журнала: Знамения времени. Одной из делегатов была Елена Г. Уайт (Ellen G. White, 1827 г. — 1915 г.), которая имела Библейский духовный дар пророчества с декабря 1844 г. (её 1-е видение), и была одной из трех Христиан вместе с её мужем Джеймсом Уайт (J. S. White, 1821 г.- 1881 г.) и Джозефом Бейтс (J. Bates, 1792 г. — 1872 г.), которые основали Церковь Христиан АСД в 1860 г. название, и в 1863 г. организацию Церкви АСД на 1-м Съезде Ген. Конференции АСД в США.
По словам Е. Уайт во время этого Съезда 1888 г. начало исполнятся Величайшее Пророчество Библии из Иоиль гл. 2 : ст.23 — 32 об излитии позднего дождя Святого Духа Божьего (см. еще: Откр. 18:1 — 5), для приготовления Христиан АСД к Второму Пришествию Христа. (См.: Е. Уайт книга: « Материалы 1888 года» 4-е тома (1-e издание 1987 г.), и др. где она писала об этой Вести 1888 года, см. ещё её слова в книгах: Роберта Виланда, Дональда Шорта, Арнольда Валленкампфа, Морриса Вендена, Жака Секвейры и др.). И чтобы изучать с молитвой в Библии и книгах Э. Ваггонера и А. Джоунса эту Весть 1888 года и проповедовать её всему миру Робертом Дж. Виландом (проповедник Церкви АСД) и его единоверцами АСД: Дональд К. Шорт (служитель АСД) , Хелен Смит (секретарша в офисе Генеральной Конференции АСД) и другими (приблизительно 125 человек) в штате Огайо в США в 1985 г. был образован Комитет по изучению Вести 1888 года (The 1888 Message Study Commitee, USA). Трое Христиан АСД из этого Комитета совместно с Христианами АСД из России провели 4-х дневный семинар проповедей: Весть 1888 г. — Весть примирения, в России в г. Ярославль в Доме Молитвы Церкви АСД в августе 2008 г. Так же были образованы группы Христиан АСД для изучения и распространения Вести 1888 г. в России, Украине, Молдове, Казахстане, Кыргызстане, ФРГ (и возможно в других странах). Истины Библии и книги Э. Ваггонера и А. Джоунса распространяются (несмотря на противодействие) по всему миру в печатном, электронном и аудио видах: на английском языке (оригинал) в США, Великобритании, Австралии, в переводах на другие языки (и на русском языке) в Германии, Швейцарии, России, Украине, Румынии, Молдове, Казахстане, Кыргызстане (и возможно в других странах, где есть Религиозная Свобода).
В г. Ярославль в августе 2008 г. кроме местных Христиан АСД и людей из разных городов и мест России: Москвы, Иркутской, Смоленской областей, и др. были люди из США, Канады, Германии, Армении. Весть 1888 года (книги: Э. Ваггонера и А. Джоунса, или христианская литература где Весть 1888 г. упоминается, чтобы направить читателей к Книгам: Э. Ваггонера и А. Джоунса, и аудио и видео записи с истинами Вести 1888 г. распространялись в разных городах и населённых пунктах России и других стран. Это — Христианское АСД Движение Вести 1888 года: внутри Церкви АСД и вне её.

От основной Церкви АСД отделилось и движение Давидян адвентистов седьмого дня (англ. Davidian Seventh-day Adventist) (не путать с сектой Ветвь Давидова). Его основатель и пророк — болгарский иммигрант Виктор Хутев, присоединившийся к адвентистам в 1919 году и в 1929 провозгласивший себя новым пророком. После 1930 года последователи Хутева оформились как самостоятельное движение, в этом же году публикуется его книга «Жезл пастыря» (англ. The Shepherd's Rod), заглавие которой стало неофициальным названием всего движения. В 1942 году было утверждено официальное название объединения — «Генеральная ассоциация давидян адвентистов седьмого дня» с офисом в Маунт-Кармел центре в г. Уэйко (Техас, США). Запись новых пророчеств В. Хутева продолжалась вплоть до его кончины в 1955 году. В настоящее время давидяне довольно малочисленны.
Христианские субботники — секта, возникшая в Тамбовской области в 1926 г. как ответвление адвентизма.
В 1995 году появилось новая малочисленная ветвь субботствующих адвентистов — Свидетели Иисуса Христа (не путать со свидетелями Иеговы).

### История АСД в России

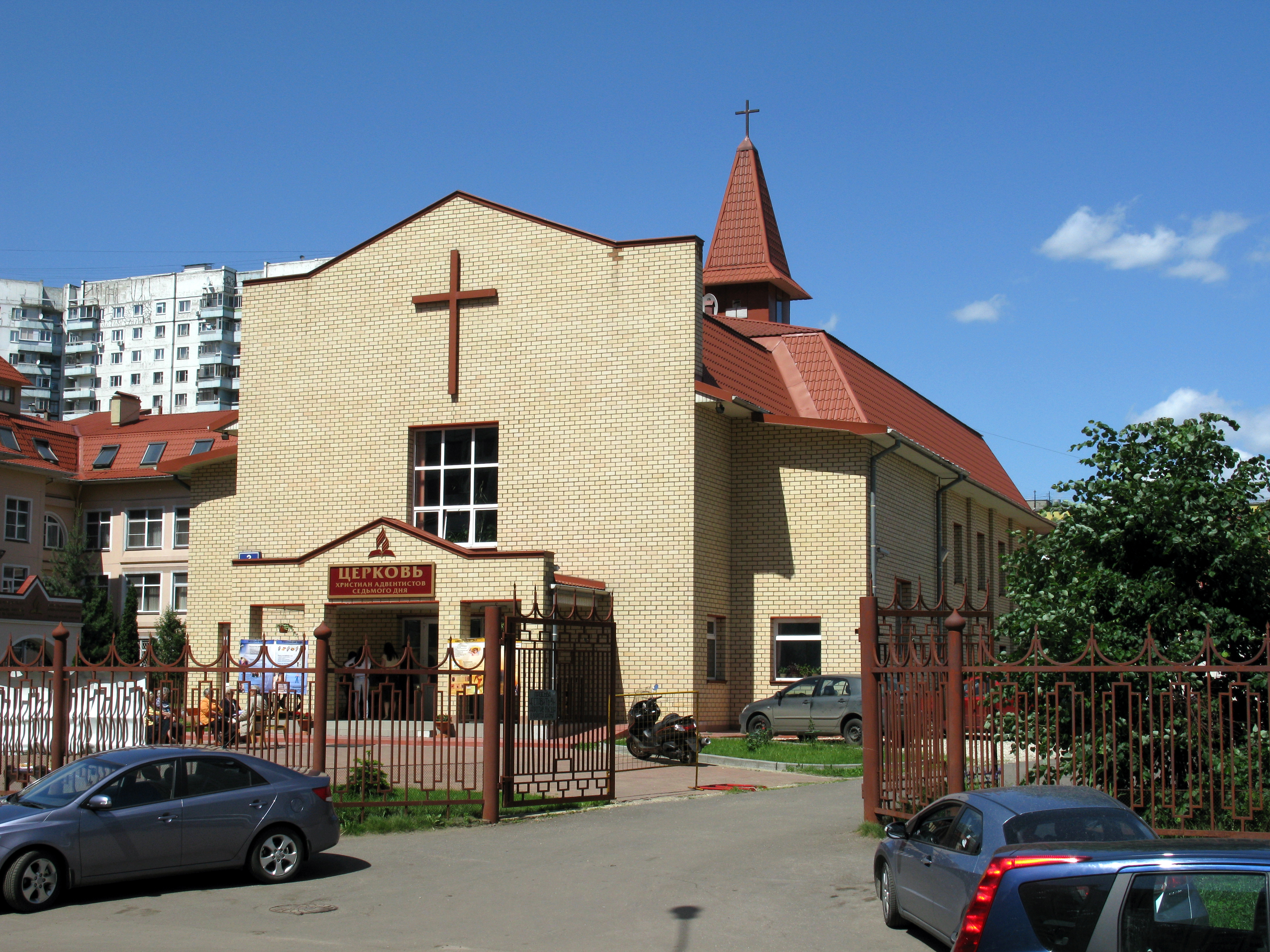
Церковь адвентистов седьмого дня в Москве в районе Гольяново

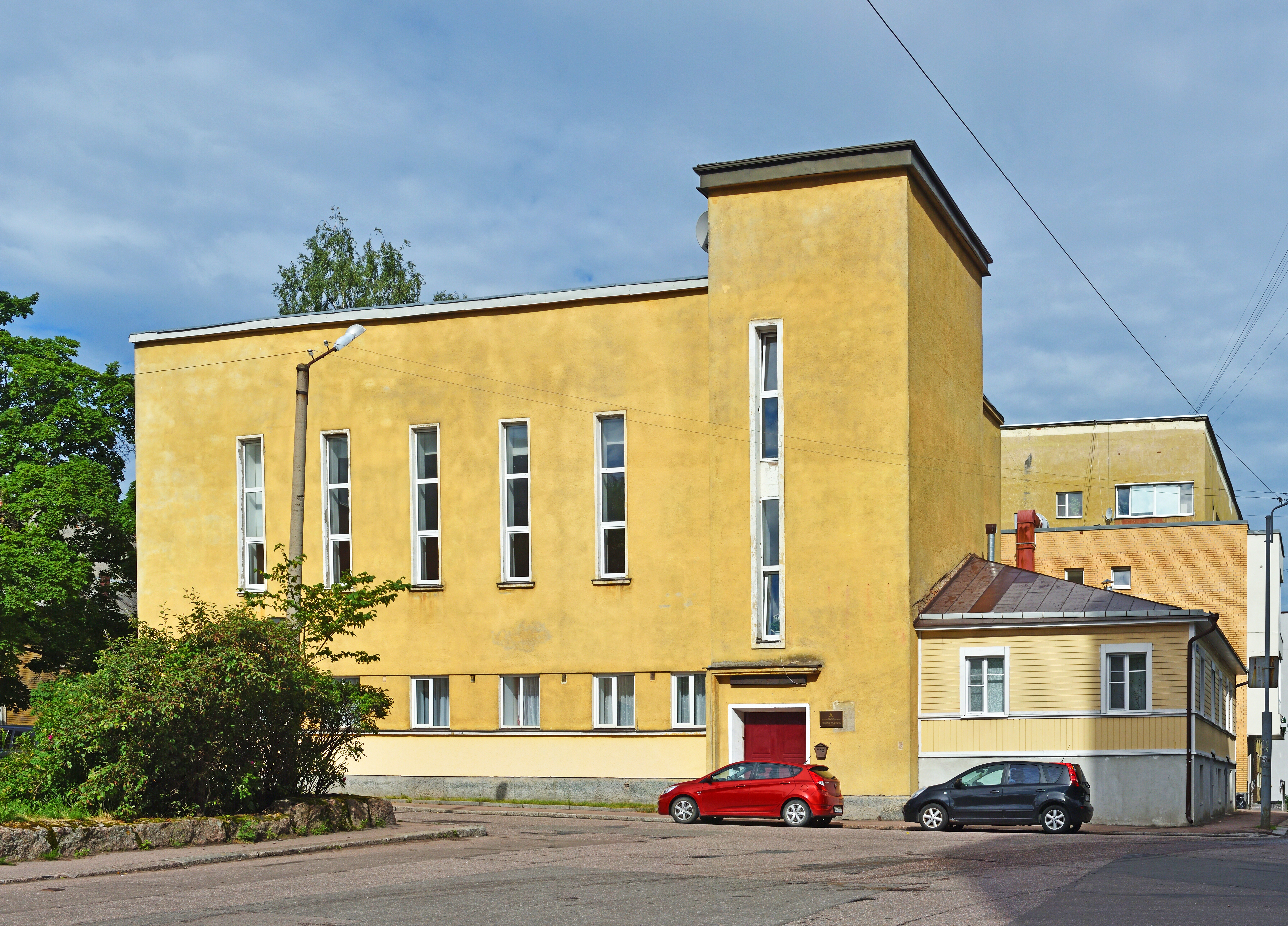
Церковь адвентистов седьмого дня в Выборге

Первые общины адвентистов седьмого дня в России возникли среди немецких колонистов (платтдойче), считавших себя голландцами, в 1886 году в Крыму, в пос. Берды-Булате, куда приезжал также и швейцарский проповедник, и в Поволжье. Первоначально адвентизм проповедовали российские меннониты, эмигрировавшие в США, перешедшие в адвентизм седьмого дня, а затем
вернувшиеся в Россию для проповеди новой веры, которую они распространяли среди нерусского населения, чтобы не нарушать российское законодательство. Но в Россию приезжали проповедники адвентистов и из Швейцарии, Германии, США, не чувствовавшие себя обязанными соблюдать российские законы. Особенно успешно они проповедовали среди субботников. С их помощью в 1890 г. в 
Ставрополе образовалась первая община адвентистов седьмого дня из русских во главе с Феофилом Бабенко. Вначале адвентисты подвергались преследованию со стороны властей, однако подчёркнутая позиция невмешательства в политику облегчила их легализацию после 1905 года. Ко времени революции 1917 года их было уже около 7 тыс.
В 20-х годах география распространения и число последователей адвентистов седьмого дня заметно увеличились, создавались новые общины, множились издания. В 20-х годах российские адвентисты пережили раскол на почве отношения к советской власти, к государству вообще и к проблеме службы в армии. Отделившаяся часть — адвентисты-реформисты — образовала «Всесоюзную церковь верных и свободных адвентистов седьмого дня». Наряду с другими религиозными конфессиями в 30-х годах объединения адвентистов подверглись разгрому и репрессиям, их руководители и члены приговаривались к тюремному заключению, ссылке и другим видам произвола, насилия и 
дискриминации.
Под давлением советских органов власти руководство Церкви АСД провело резолюцию, допускавшую несение адвентистами военной службы с оружием в руках, если это не противоречит их совести и убеждениям. 6-й Съезд, прошедший в 1928 г., обязал адвентистов нести «государственную и военную службу во всех её видах на общих для всех граждан основаниях», даже не оставляя верующим свободы выбора. Некоторые члены церкви посчитали это нарушением библейской заповеди, запрещающей убийство. Их лидером стал Генрих Оствальд, который за непримиримую позицию против несения военной службы ещё в 1925 г. был исключён из церкви АСД. Однако проповедник в 1926 г. установил связи с Генеральной Конференцией Реформационного движения адвентистов седьмого дня в Германии. С согласия руководства организации Г. А. Оствальд создал и возглавил её отделение — Российское поле адвентистов седьмого дня реформационного движения. Он проповедовал отказ от сотрудничества с советской властью и несения военной службы. За свои убеждения Оствальд в 1931 г. был приговорён к 5 годам лишения свободы, но сразу после
освобождения в 1936 г. создал Всероссийскую унию адвентистов-реформаторов, но она не была официально зарегистрирована, так как в советское время это было невозможно. В 1937 г. он был арестован вторично и погиб на предварительном следствии. Сменивший Оствальда на посту председателя П. И. Манжура погиб в лагере в 1949 г. Его преемником стал Владимир Андреевич Шелков, который перешёл из АСД в АСДРД в 1934 г. Его арестовывали несколько раз. В 1945 г. Шелков был приговорён к расстрелу и провёл 55 дней в камере смертников, после чего расстрел был заменён 10 годами лагеря. Шелков провёл в заключении и в ссылке в общей сложности 26 лет и скончался в 1980 г. в тюремном лагере около Якутска. Между арестами он находился на нелегальном положении. Будучи служителем церкви
АСД Реформационного Движения, он практически вышел из неё и создал своё общество под новым именем — «Верные и свободные адвентисты седьмого дня» (ВСАСД).
Адвентистская церковь несколько раз пережила раскол на почве доктринальных разногласий. Так появились Христианские субботники — не признающие пророческого дара Елены Уайт, и Свидетели Иисуса Христа. Обе группы отрицают учение о Троице и имеют своё преобразованное понимание служения Христа в небесном святилище.

## Численность и организации

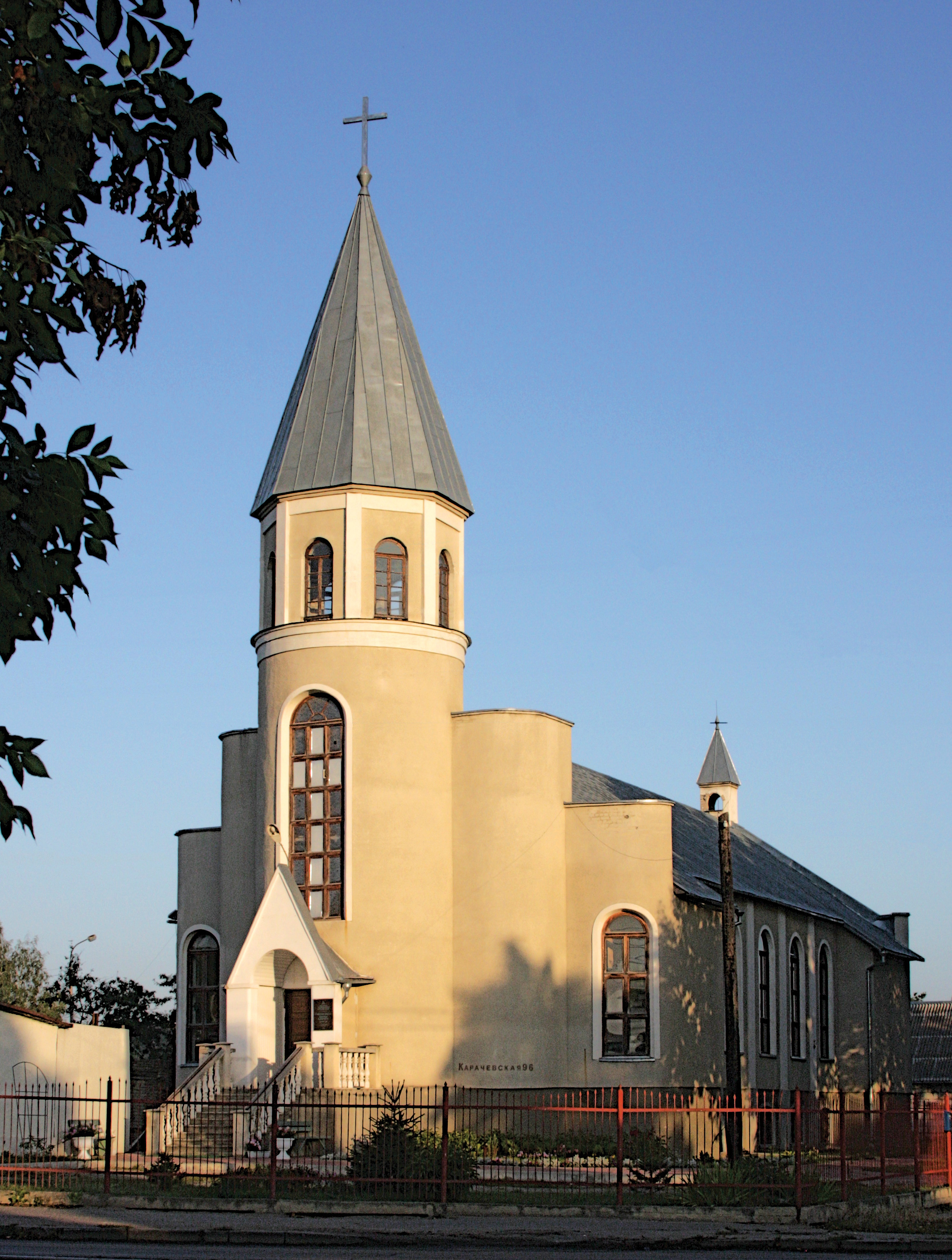
Молитвенный дом адвентистов в городе Орле

По состоянию на 2013 г. адвентистов в мире насчитывается около 25 000 000 человек. Старейшим и крупнейшим международным объединением является «Церковь адвентистов седьмого дня» (общины в России включены в её Евро-Азиатский дивизион).
Представители отделившихся реформационных движений адвентистов также создали организации, во многом повторяющие организационные структуры основной ветви адвентистов. Самые многочисленные из них — «Международное миссионерское общество АСД реформационного движения» и «АСД реформационного движения». Численность адвентистов реформационного движения составляет приблизительно 50 тыс. человек. По данным самой церкви Международного миссионерского общества, она распространена более чем в 90 странах мира. Российские общины входят в «Церковь Адвентистов Седьмого Дня Реформационного Движения (АСДРД)» (Восточноевропейская уния).
Давидяне адвентисты седьмого дня объединены в «Генеральную ассоциацию давидян адвентистов седьмого дня» (англ. General Association of Davidian Seventh-day Adventists, Waco, Texas).

## Вероучение и образ жизни
Адвентисты седьмого дня провозглашают основой вероучения Священное Писание (принцип «Sola Scriptura»). Церковь адвентистов седьмого дня также признаёт в качестве вероучительного авторитета труды одной из основательниц своей конфессии Елену Уайт, которую почитают как Божьего пророка («вестницу Божию»).
Вероучение адвентистов седьмого дня («Основание Веры») в доктрине № 18 утверждает следующее:
Дар пророчества. Пророчество — один из даров Святого Духа. Этот дар является отличительным признаком Церкви Остатка. Он проявился в служении Елены Г. Уайт, вестницы Господа. Её труды остаются авторитетным свидетельством истины, служа к утешению, руководству, наставлению и исправлению. Эти труды со всей определенностью утверждают, что Библия есть единственное мерило, которым следует проверять каждое учение и каждый опыт.
Таким образом, адвентисты верят, что письменные труды Елены Уайт являются авторитетным источником истины. Они также подчёркивают, что эти труды, по их убеждению, ведут к Библии и возвеличивают Библию.
Сама Е. Уайт писала о своём служении и своих трудах так:

Моё служение предполагает нечто значительно большее, чем деятельность пророка. Я считаю себя вестницей, которой Господь доверил передавать вести для Его народа— Письмо 55, 1905 г.

Бог дал тебе [то есть, самой Уайт] Свидетельства, чтобы таким путём помочь отступнику и грешнику понять его истинное положение и большую потерю, если он будет продолжать жизнь во грехе. Бог утвердил в тебе это поручение через многие видения, как никому из ныне живущих, и, согласно данному тебе свету, Он делает тебя ответственной за него— Свидетельства для церкви. Т. 2 с. 604—608, 1871 г.
Главными отличительными чертами своей церкви адвентисты седьмого дня считают соблюдение всех заповедей Десятисловия (в том числе заповеди о субботе) и наличие «духа пророчества» — дара откровений свыше. По учению адвентистов седьмого дня, именно это является основными признаками истинной Церкви последних дней перед Вторым Пришествием Христа (на основании Откр.12:17 и Откр.19:10). Для современного вероучения адвентистов седьмого дня характерна также вера в служение Иисуса Христа в небесном храме (святилище) и в Святую Троицу (Триединство Бога — Отца, Сына и Святого Духа), учение о полном правопреемстве новозаветной Церкви от ветхозаветного Израиля («народа Божьего»).

### Отношение адвентистов седьмого дня ксубботе
Адвентисты седьмого дня утверждают, что празднуя благословенный Богом седьмой день, они тем самым признают Бога своим Творцом, (Быт 2:1-3; Исх 20:8-11) и следуют поданному самим Иисусом и апостолами примеру (Лук 4:16). Как написано в книге Исход 20 главе 8-11 стихах: «8. Помни день субботний, чтобы святить его; 9. шесть дней работай и делай всякие дела твои,10. а день седьмой — суббота Господу, Богу твоему: не делай в оный никакого дела ни ты, ни сын твой, ни дочь твоя, ни раб твой, ни рабыня твоя, ни скот твой, ни пришлец, который в жилищах твоих;11. ибо в шесть дней создал Господь небо и землю, море и все, что в них, а в день седьмой почил; посему благословил Господь день субботний и освятил его.»

### Отрицание бессмертия души
Адвентисты седьмого дня отрицают учение о бессмертии души и вечных муках для неверующих. Они верят, что при втором пришествии Иисуса Христа произойдёт первое воскрешение умерших (см.1Фес 4:13-18) для жизни вечной, остальные же, отвергшие благодать Божию, будут воскрешены после Тысячелетнего царства (см.Откр 20:4-6) для осуждения и понесут возмездие за грех — смерть (ср.
Рим 6:23), будут полностью уничтожены посредством огня.

### Учение о Следственном суде
Стих, на котором адвентисты основывают учение о Следственном суде, — Дан. 8:14:
«И сказал мне: на две тысячи триста вечеров и утр; и тогда святилище очистится».

Многие адвентисты связывают слова из этого стиха «и тогда святилище очистится» с главой 16 книги Левит. В ней описывается очищение святилища иудейским первосвященником в день очищения.
Адвентисты также связывают слова Даниила с главой 9 послания Евреям, где речь идет об Иисусе как о бо́льшем Первосвященнике на небе. Один из богословов адвентистов седьмого дня говорит, что основой их рассуждений являются «слова́ Священного Писания, приводимые в доказательство».
Вскоре после «великого разочарования» Х. Эдсон заявил о том, что исполнение пророчества о святилище связано не со Вторым пришествием Иисуса, а с началом служения во втором отделении небесного святилища (очищение как самого святилища, так и отдельных верующих от греха), и которое должно предшествовать Второму пришествию Христа. Последователи этих взглядов отказались от назначения точных сроков возвращения Иисуса Христа на Землю и не связывали его с пророчествами об очищении святилища.
Позже суть доктринальных представлений о служении Христа с октября 1844 года была изложена в статье адвентистского проповедника Джеймса Уайта, ставшего мужем Елены Хармон (Уайт). Пророчество Даниила об очищении святилища (которое миллериты связывали со вторым пришествием Иисуса) рассматривалось как указание на то, что Иисус приступил к «следственному суду» («Review and Herald», 29 января 1857 года):

И увидел я другого Ангела, летящего по средине неба, который имел вечное Евангелие, чтобы благовествовать живущим на земле и всякому племени и колену, и языку и народу;

И говорил он громким голосом: убойтесь Бога и воздайте Ему славу, ибо наступил час суда Его, и поклонитесь Сотворившему небо и землю, и море и источники вод.

(Откр. 14:6,7)

Учение о «следственном суде» остаётся одной из главных особенностей у адвентистов седьмого дня. Согласно их учению, Христос вошёл во Святое Святых («второе отделение») небесного Храма — Святилища и начал там особое служение как ходатай (посредник) за грешников на суде.
Адвентисты рассуждают: древние иудейские священники исполняли в святилище храма ежедневное служение, которое вело к прощению грехов. Ежегодно в день очищения первосвященник совершал в Святом Святых (в самом внутреннем отделении храма) служение, которое приводило к очищению грехов. Адвентисты заключают, что служение Христа на небе в качестве Первосвященника состоит из двух этапов. Первый начался с его вознесения в I веке н. э. и закончился в 1844 году прощением грехов. Второй этап, «судебный», начался 22 октября 1844 года, продолжается до сих пор. Как раз этот пункт, полагают адвентисты, не был до конца понят в своё время У. Миллером.
По учению адвентистов, с 1844 года Бог занялся расследованием того, как провели или проводят свою жизнь все называющие себя верующими (во-первых, умершие, а во-вторых, живущие), чтобы определить, заслуживают ли они вечной жизни. Это расследование и есть «следственный суд». После такого суда грехи людей, прошедших испытание, стираются из соответствующих книг. Но, как объяснила Елена Уайт, имена тех, кто не прошёл испытания, ‘будут стерты из книги жизни’ (о чём свидетельствует прежде всего повествование Дан. 7 и 8 глав). Поэтому «для каждого будет определена своя участь: жизнь или смерть». Так что небесное святилище очистилось, и стих Дан. 8:14 исполнился.

### Эсхатология
- Иисус Христос — Первосвященник, который находится с 1844 г. в Святом Святых небесного святилища. С этого периода начался Божий суд над раскаявшимися умершими грешниками.
- Церкви адвентистов седьмого дня Духом Святым открыты истины, изложенные в Откровении и поручена задача проповеди «трёхангельской вести» (Откровения 14:6-12) во всем мире до Второго пришествия Иисуса Христа.
- Перед Вторым пришествием Иисуса Христа как Судьи за ожидающими Его выйдет ряд всемирных указов о запрете празднования субботы, как знамения для Божьего народа, и указ о смерти людям, отказавшимся праздновать воскресный день (согласно Откр. 13:13-17, о «начертании зверя»). Эти события послужат для Господа знаком полного отступления жителей восставшей планеты от Закона Божьего и поводом заступиться за верный Богу остаток.
- На земле будет всё разрушено, восставшие погибнут. Сатана и его падшие ангелы будут находиться на земле. Начнется период 1000-летнего Божьего суда над нераскаявшимися грешниками.
- По окончании 1000 лет Иисус как Царь спустится с небес с оправданными верными Ему людьми от Адама до последнего поколения с Небесным Иерусалимом на Елеонскую гору.
- На короткий период нераскаявшиеся грешники будут воскрешены для доведения им обвинительного приговора. Затем сойдёт огонь с небес и Сатана, его падшие ангелы, и нераскаявшиеся грешники, будут уничтожены навсегда. Земля созидательной силой Божией будет пересотворена и не останется никаких последствий или признаков восстания и греха. Наступит вечный мир и покой. Так закончится великая борьба между Христом и сатаной. Закон Божий будет прославлен, характер Бога будет оправдан, а клеветник и его последователи уничтожены навсегда.

### Здоровье, медицина, питание

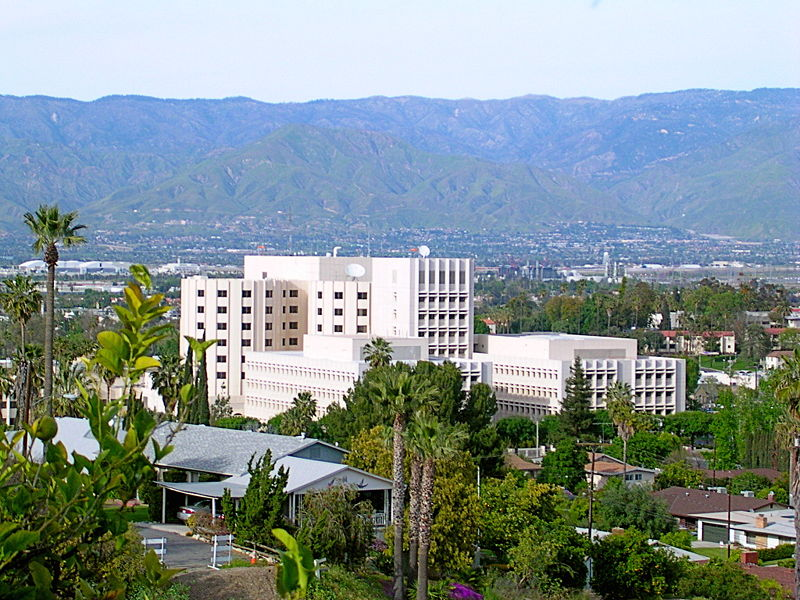
«Медицинский центр Университета Лома-Линда» Церкви АСД (Лома-Линда, Калифорния, США)

После реформ Е. Уайт церковь адвентистов седьмого дня известна своим «санитарным служением»: во многих странах адвентисты содержат медицинские центры и занимаются пропагандой здорового образа жизни. Так, известен медицинский центр Университета Лома Линда. В 1990 году при центре открылся первый в мире клинический центр протонной терапии. Вплоть до 2003 года Центр протонной терапии (ЦПТ) МЦУЛЛ оставался единственным в США. Центр специализируется на лечении рака простаты, головного мозга, а также злокачественных опухолей глаза и легкого. В некоторых странах проходят организованные акции по сдаче крови. Церковь участвует в первой национальной донорской программе в Колумбии. В России и других странах сообщается о работе по профилактике и лечения разного вида зависимостей (профилактика делается чаще всего в молодёжной среде), а также о работе по воспитанию межличностных добрачных отношений молодёжи. Члены церкви являются противниками абортов и разводов.
Санитарная реформа предполагает воздержание от употребления психоактивных веществ (опиума, табака, алкоголя, кофеиносодержащих напитков, таких как чай, кофе, мате, гуарана, кола и некоторые другие).
Адвентисты седьмого дня придерживаются ветхозаветных установлений о запрещённых видах продуктов питания. Не употребляют в пищу свинину и другую «нечистую пищу»: змей, ящериц, насекомых, непарнокопытных и других животных, упомянутых в заповедях Ветхого Завета (книга Левит, 11 глава). Е. Уайт проповедовала также вегетарианство как идеал, к которому должны стремиться верующие. При этом, во многих своих трудах она говорила, что питание должно быть сбалансированным. Так, нельзя употреблять в каком-либо виде свинину, крольчатину, также некоторые виды рыб, например сома, существует полный запрет на употребление в пищу крови любых животных. Не рекомендуется производить запрещенные продукты питания или участвовать в их продаже. Есть свод советов по здоровому питанию от Е. Уайт. В адвентизме ведётся пропаганда вегетарианства.

### Государство, политика, силовые структуры
Основатели адвентистского движения призывают быть сторонниками пацифизма — полного воздержания от участия в войнах и добровольной службы в разных силовых структурах, многие выступали за религиозную свободу — принцип отделения церкви от государства, светского государственного устройства и политики невмешательства церкви в дела государства и государства в дела церкви; то же и сейчас исповедуют многие из адвентистов. Отказ от службы в армии и силовых структурах у ортодоксальных адвентистов стал «добровольным делом» совести каждого отдельного члена церкви. Каждый член церкви ортодоксальных адвентистов седьмого дня теперь решает сам для себя, как ему поступить.
В США был снят художественный фильм под названием «По соображениям совести» об адвентисте седьмого дня Десмонде Доссе, который служил в армии США и участвовал в боевых действиях во Второй Мировой войне в Японии в качестве санинструктора, отказавшись брать в руки оружие. Фильм снят на основе реальных событий.

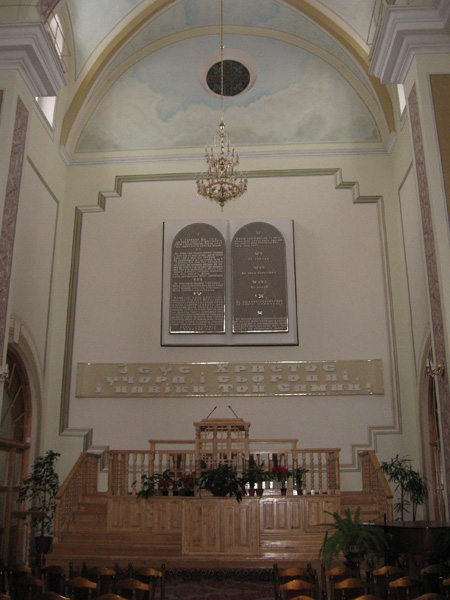
Зал собраний в молитвенном доме адвентистов седьмого дня

## Богослужение и обряды
Общие богослужения Церкви АСД доступны для свободного посещения всем желающим.
Подобно тому, как крестился Иисус Христос, адвентисты седьмого дня совершают крещение полным погружением в воду людей сознательного возраста. Обряду предшествует изучение Библии с наставником, подписание, а затем и публичное исповедание веры. Прежде всего, адвентисты седьмого дня знакомят человека со смыслом веры; он обращается к Иисусу Христу, который производит перемену в его жизни. Наконец, человек
избирает Его своим Господом, засвидетельствовав о том актом крещения.
В обряд причастия, который называется «вечеря Господня» и совершается пресным хлебом и «пресным вином» (виноградным соком), включено также и предварительное омовение ног. Причастие в общинах АСД является открытым для участия в нём всех верующих христиан. Служение Святой Вечери совершается один раз в квартал.

## Критика
Чаще всего богословие адвентистов седьмого дня подвергается критике богословами других вероисповеданий в вопросах буквального соблюдения субботы, доктрины о состоянии умерших и отрицания учения о вечных муках грешников в аду. Адвентисты подвергаются критике также за запрет употребления в пищу некоторых видов животных (взятый из ветхозаветного закона), за введение учения о предваряющем Страшный суд «следственном суде» — служении Иисуса Христа во Святом Святых небесного святилища.
Помимо этого, исторические церкви критикуют АСД за признание работ Елены Уайт («духа пророчества») в качестве особого авторитета в вопросах вероучения, а также, как и другие религиозные движения послереформационного протестантизма, за отрицание необходимости крещения детей, непризнание авторитета традиционного церковного предания, отказ от системы таинств и отсутствие литургического служения.